# 300909 Kenthompson
300909 Kenthompson è un asteroide della fascia principale. Scoperto nel 2008, presenta un'orbita caratterizzata da un semiasse maggiore pari a 3,1561356 UA e da un'eccentricità di 0,0845092, inclinata di 9,64319° rispetto all'eclittica.
L'asteroide è stato dedicato a Ken Thompson per il suo contributo dato al sistema operativo UNIX insieme a Dennis Ritchie.